# Heisteria amphoricarpa
Heisteria amphoricarpa är en tvåhjärtbladig växtart som först beskrevs av Adolpho Ducke, och fick sitt nu gällande namn av Herman Otto Sleumer. Heisteria amphoricarpa ingår i släktet Heisteria och familjen Erythropalaceae. Inga underarter finns listade i Catalogue of Life.